# Hotels.com
Hotels.com er en websted til reservation af hotelværelser. Virksomheden blev grundlagt i 1991 under navnet Hotel Reservations Network (HRN). I 2001 blev virksomheden en del af Expedia Inc., og i 2002 ændrede den navn til Hotels.com. Hotels.com drives af Hotels.com LP, der er et kommanditselskab fra Dallas, USA.

## Historie
Hotels.com blev grundlagt i 1991 af David Litman og Robert Diener under navnet Hotel Reservations Network (HRN), der tilbød hotelreservationer i USA. I 2001 blev virksomheden opkøbt af USA Networks Inc (USAI), som også tilegnede sig aktiemajoriteten i onlinerejsebureauet Expedia.
I 2002 ændrede HRN navn til Hotels.com og lancerede offline varemærket 1-800-2-Hotels samt muligheden for at foretage hotelreservationer online. I løbet af de efterfølgende to år oplevede virksomheden en hastig international ekspansion med tilføjelse af 29 nye hjemmesider. I 2003 tog USAI navnet InterActiveCorp (IAC). I 2005 udskilte IAC sin rejsevirksomhed under navnet Expedia, Inc. Hotels.com blev derefter et driftsselskab under Expedia, Inc.
International vækst siden 2002 har inkluderet hjemmesider for Nordamerika, Mellemamerika, Sydamerika, Europa, Australien, Japan, Kina, Stillehavsområdet, Mellemøsten og Sydafrika. Hjemmesider for Indonesien og Vietnam blev lanceret i 2011.

### Krænkelse af de amerikanske handicappedes rettigheder
I maj 2007 blev der anlagt et kollektivt søgsmål mod Hotels.com (Smith v. Hotels.com L.P., California Superior Court, Alameda County, sagsnr. RG07327029) for ”vedvarende diskrimination af personer med fysiske handicap, som gerne vil, men ikke kan, bruge Hotels.coms verdensomspændende reservationsnetværk til at foretage reservationer af hotelværelser". Virksomheden afslog anklagen og modsatte sig søgsmålet, men blev fundet skyldig for overtrædelse af Californiens Unruh Civil Rights Act (Unruhs borgerrettighedslov) og for overtrædelse af Unfair Competition Law (Konkurrenceloven). Hotels.com gik derefter med til at levere passende oplysninger om handicapfaciliteter på hoteller, der sælges på deres hjemmeside.

## Hotelprisindeks
Siden 2004 har Hotels.com to gange årligt udgivet en oversigt over internationale tendenser for hotelværelsespriser, der hedder Hotel Price Index™. Indekset anvender de priser, der er betalt pr. værelse af Hotels.com-kunder, sammen med et vægtet gennemsnit baseret på antallet af værelser, der er solgt på hvert af de markeder, som Hotels.com opererer på. Oplysningerne inkluderer bemærkelsesværdige prisændringer og sammenligninger mellem destinationer, hoteltyper og andre prisrelaterede statistikker for de foregående seks måneder. Hotelprisindekset udgives både digitalt og i en trykt udgave, og det er rettet mod journalister, medierne og hotelejere som en del af virksomhedens PR-aktiviteter.